# أريادنا غوتيريز (دراجة)
أريادنا غوتيريز (بالإسبانية: Ariadna Gutiérrez) هي دراجة مكسيكية، ولدت في 22 أغسطس 1991.

## وصلات خارجية
- أريادنا غوتيريز على موقع الاتحاد الدولي للدراجات (الإنجليزية)
- أريادنا غوتيريز على موقع إحصائيات الدراجات الإحترافية (الإنجليزية)
- أريادنا غوتيريز على موقع نسبة الدراجات (الإنجليزية)